# Saint-Pierre-des-Tripiers
Saint-Pierre-des-Tripiers – miejscowość i gmina we Francji, w regionie Oksytania, w departamencie Lozère. W 2013 roku jej populacja wynosiła 82 mieszkańców. Przez gminę przepływa rzeka Tarn (rzeka). 